# Tankougounadié
Tankougounadié è un dipartimento del Burkina Faso classificato come comune, situato nella Provincia di Yagha, facente parte della Regione del Sahel.
Il dipartimento si compone del capoluogo e di altri 12 villaggi: Baham, Balgabouga, Binguel, Denga, Dowendou, Herou, Kankanfogouol, Kéri, Kollakoye, Lonago, Moussoua e Tièna.